# Yudit
Yudit est un éditeur de texte Unicode libre qui fonctionne sous Linux ou sous Windows.
Yudit contient ses propres tables de saisie et son propre répertoire de fontes additionnelles ce qui lui permet de fonctionner sans nécessiter de modifier les préférences linguistiques de l'ordinateur.
Il est possible d'affecter douze méthodes de saisie et douze liste de fontes aux raccourcis clavier des touches F1 à F12, ce qui permet de taper aisément des textes multilingues.
Quand un caractère n'est pas disponible dans les fontes installées, il est automatiquement remplacé par un cartouche qui contient la représentation de son rang Unicode ce qui évite toute confusion avec les points, espaces, ou autre carrés blanc ou noir.
Quand un caractère est collé dans Yudit, il est automatiquement proposé la séquence clavier qui aurait abouti à sa saisie.
Yudit est distribué sous la licence GNU GPL.
L'auteur de Yudit est Gaspar Sinai, un développeur hongrois vivant au Japon.